# Alphart
Alphart ist der Held der Verserzählung Alpharts Tod aus den Heldenbüchern.
Die Handlung spielt während der Rabenschlacht, in der das Heer Dietrichs von Bern gegen das von Kaiser Ermanrich kämpft, um Dietrichs Reich von diesem zurückzugewinnen.
Wittich und Heime, die früher zu Dietrichs Kampfgefährten gehörten, sind von diesem abgefallen und haben sich Ermanrich angeschlossen. Für diesen befinden sie sich vor der Schlacht auf einem Erkundungsritt und stoßen dabei auf einen gegnerischen Ritter, der auf der Wacht steht. Sie kämpfen nacheinander mit ihm und werden beide von ihm besiegt, doch er schont ihr Leben und will sie gefangen nehmen. Da fallen sie ganz gegen die ritterliche Ehre gemeinsam über ihn her und töten ihn. Als sie ihm dann den Helm abnehmen, stellen sie fest, dass ihr Gegner der erst achtzehnjährige Alphart ist, ein Neffe Hildebrands, des alten Waffenmeisters Dietrichs von Bern.
Voll schlechten Gewissens verlassen sie den Kampfplatz, und Alphart liegt den ganzen Tag der Schlacht tot auf dem Schlachtfeld, bis ihn Hildebrand findet. Anhand der Spuren der Schwerthiebe kann er feststellen, dass sie von Wittichs Schwert Mimung stammen müssen. Da Alphart auch Wunden auf dem Rücken hat, weiß er, dass er von Wittich in einem unfairen Kampf getötet worden ist.